# Festival international du film de Bombay
Le Festival international du film de Bombay, (marathi : मुंबई आंतरराष्ट्रीय चित्रपट महोत्सव ; hindi : मुंबई अंतरराष्‍ट्रीय फिल्‍म महोत्‍सव ; anglais : Mumbai International Film Festival) est un festival de cinéma ayant lieu à Bombay, en Inde, depuis 1990,. Il a lieu au mois d'octobre. Il comprend à la fois des sélections nationales et internationales, et différents types de films, du documentaire à l'animation en passant par le court métrage.